# Chile de arriba a abajo
Chile de arriba a abajo es un álbum de estudio del cantautor chileno Ángel Parra en conjunto con el escritor Manuel Rojas. Fue lanzado originalmente en 1968, y corresponde al séptimo álbum oficial de Ángel Parra, quien ya había trabajado anteriormente con otro escritor, el poeta Pablo Neruda, en el álbum Arte de pájaros de 1966.

## Lista de canciones
Todas las letras escritas por Manuel Rojas, toda la música compuesta por Ángel Parra. 
| Chile de arriba a abajo |                        |          |  |
| N.º                     | Título                 | Duración |  |
| 1.                      | «Atacameño»            |          |  |
| 2.                      | «Hombre del Loa»       |          |  |
| 3.                      | «Salinas»              |          |  |
| 4.                      | «Viento en el Rupanco» |          |  |
| 5.                      | «El canto de Chile»    |          |  |
| 6.                      | «Chucao»               |          |  |
| 7.                      | «Puerto Edén»          |          |  |
| 8.                      | «Lobero muerto»        |          |  |